# Аустенит
Аустени́т (γ-фаза) — высокотемпературная гранецентрированная модификация железа и его сплавов.
Фаза названа в честь английского металловеда сэра Уильяма Робертс-Остина.
В углеродистых сталях аустенит — это твёрдый раствор внедрения, в котором атомы углерода входят внутрь элементарной ячейки γ-железа во время конечной термообработки. В сталях, содержащих другие металлы (кроме железа, легированные стали), атомы металлов замещают атомы железа в кристаллической решётке и возникает твёрдый раствор замещения. В чистом железе существует в интервале температур 910—1401 °C; в углеродистых сталях аустенит существует при температурах не ниже 727 °C.

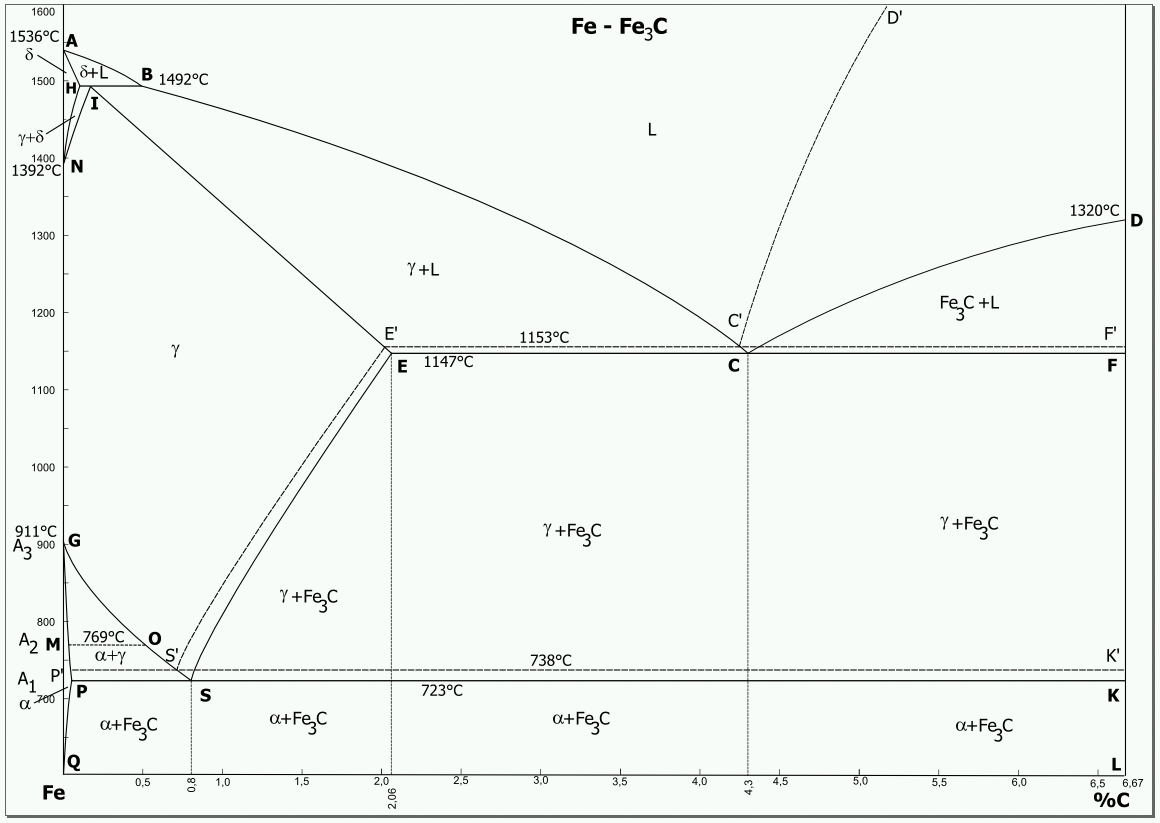
Фазовая диаграмма железо — углерод. Аустенит обозначен как γ (гамма)

В легированных сталях аустенит может существовать и при гораздо более низких температурах. Такие элементы, как никель стабилизируют аустенитную фазу. Нержавеющие стали, такие как 08Х18Н10Т или AISI 304, AISI 316 и т. д. относятся к аустенитному классу. Присутствие никеля в количестве 8—10 % приводит к тому, что аустенитная фаза сохраняется и при комнатной температуре. Мартенситностареющие нержавеющие стали типа 08Х15Н2ДТ или Ph 17-4 могут содержать некоторое количество остаточного аустенита. Оптическая металлография во многих случаях не позволяет выявить присутствие аустенита, расположенного, как правило, по границам мартенситных пакетов. Основными способами определения количества остаточного аустенита являются рентгеноструктурный анализ и просвечивающая электронная микроскопия.